# Erstes Wiener Heimorgelorchester
Das Erste Wiener Heimorgelorchester (EWHO) ist eine Synthiepop-Band aus Wien, die ausschließlich auf Mini-Synthesizern und -Keyboards spielt. Die Band ist zusammen mit Bernhard Fleischmann, Fennesz, dem Duo505 und anderen ein fixer Bestandteil der zeitgenössischen Wiener Elektronik-Musik-Szene und regelmäßig im Jugendkultursender FM4, sowie im Kultursender Ö1 vertreten. Das Erste Wiener Heimorgelorchester wurde 1994 von Thomas Pfeffer, Jürgen Plank, Daniel Wisser und Florian Wisser gegründet und spielt seitdem in dieser Besetzung.
Das Repertoire des Ersten Wiener Heimorgelorchesters besteht aus Songs mit deutschsprachigen Texten und Instrumentalnummern. Das EWHO setzt wie andere Low-Tech- und 8-Bit-Sound-Bands auch beim Rhythmus ganz auf die Sounds seiner Orgeln, während ähnliche Bands wie Aavikko oder Apparat Organ Quartet ein natürliches Schlagzeug hinzuziehen. Die Texte des EWHO machen den Pop-Song selbst immer wieder zum Thema.

## Geschichte
Das Erste Wiener Heimorgelorchester spielte anfangs Covers bekannter Pop-Songs, bis es begann, eigene Songs mit deutschsprachigen Texten zu schreiben. Neben den bisher sechs Tonträgern sind Auftragskompositionen für Theater- und Film entstanden. Seit 2004 ist die Band zusammen mit Philipp Hochmair und Bibiane Zeller in Peter Handkes Stück Untertagblues in der Inszenierung von Friederike Heller am Wiener Burgtheater zu sehen. In der Aufführung ist auch der Song "Frustrationstoleranz" zu hören. Mit seinem Album "AUTO PLAY" festigte das EWHO seinen Stil als Pop-Band. 
Unter dem Titel "In the Air Tonight" spielte das EWHO im Auftrag der Wiener Festwochen 2006 live zu Stummfilmen zum Thema "Fliegen".
2009 gewann das EWHO mit seinem Song "Widerstand ist Ohm" den jährlichen im Wiener Rabenhof Theater veranstalteten Protestsongcontest. Ein Porträt des Ersten Wiener Heimorgelorchesters ist in der 3sat-Doku "Donauwaves - Junge Musik in Wien" von Siegfried Steinlechner zu sehen.
Auf dem Album "Ütöpie" (2012) findet sich auch die Vertonung des Gedichts "Das nordamerikanische Herumliegen" des deutschen Dichters Ror Wolf.
Zwei Zeilen aus dem Song "Vaduz" werden von Robert Pfaller als Kapitelüberschrift in seinem Buch "Zweite Welten" zitiert.
2014 bringt das Erste Wiener Heimorgelorchester das Album "Die Mensch-Maschine" heraus, bei dem es sich um ein komplettes Cover des gleichnamigen Albums der Band Kraftwerk handelt.
2016 vertonte das Erste Wiener Heimorgelorchester zwei Gedichte des Schriftstellers Clemens J. Setz.
Im Jahr 2018 erschien das Album "Die Letten werden die Esten sein", das die Band auch in Deutschland und Schweden bekannt machte. Zwei Songtexte auf diesem Album wurden vom Schriftsteller Antonio Fian geschrieben.

## Tonträger
- Die Affen (CD, 1999)
- Gemma Disco (Vinyl-Single, 2001)
- Wir haben die Orgeln nur von unseren Kindern geborgt (CD, Trost Records, 2003)
- Autoplay (CD, plag dich nicht, 2005)
- Vaduz (Vinyl-Single, Hertzschnitt, 2008)
- Es wird schön gewesen sein (CD, monkey, 2009)
- Jewels of Electronica (EP, monkey, 2010)
- Ütöpie (CD, monkey, 2012)
- Transformator #1 (EP, monkey, 2013)
- Transformator #2 (EP, monkey, 2013)
- Die Mensch-Maschine (CD/Vinyl-LP, monkey, 2014)
- Transformator #3 (EP, monkey, 2014)
- Happy Lamento (CD, OHM Records, 2015)
- Transformator #4 (EP, OHM Records, 2015)
- Rund (EP, OHM Records, 2016), Lyrics: Clemens J. Setz
- Die Letten werden die Esten sein (CD/LP, OHM Records, 2018)

## Bücher
- widerstand ist ohm (plag dich nicht, Wien 2015)